# Maarten Treurniet
 (octobre 2018).
Si vous disposez d'ouvrages ou d'articles de référence ou si vous connaissez des sites web de qualité traitant du thème abordé ici, merci de compléter l'article en donnant les références utiles à sa vérifiabilité et en les liant à la section « Notes et références ».
Maarten Treurniet, né le 21 janvier 1959 à  Amsterdam, est un  réalisateur et scénariste néerlandais.

## Carrière
Il est marié avec l'actrice Marnie Blok. Il est le beau-frère de l'actrice Anneke Blok.

## Filmographie
- 1990 : Het nadeel van de twijfel[3]
- 1997 : Without Zelda[4]
- 1998 : Het glinsterend pantser[5]
- 1999 : Paradise[6]
- 2003 : Father's Affair[7]
- 2005 : All Souls : co-réalisé avec Mijke de Jong, Hanro Smitsman, Eddy Terstall, Nicole van Kilsdonk, Marco van Geffen, Tim Oliehoek, Michiel van Jaarsveld, David Lammers, Ger Beukenkamp et Rita Horst
- 2011 : The Heineken Kidnapping[8]
- 2014 : Kenau[9]